# مسييه 100

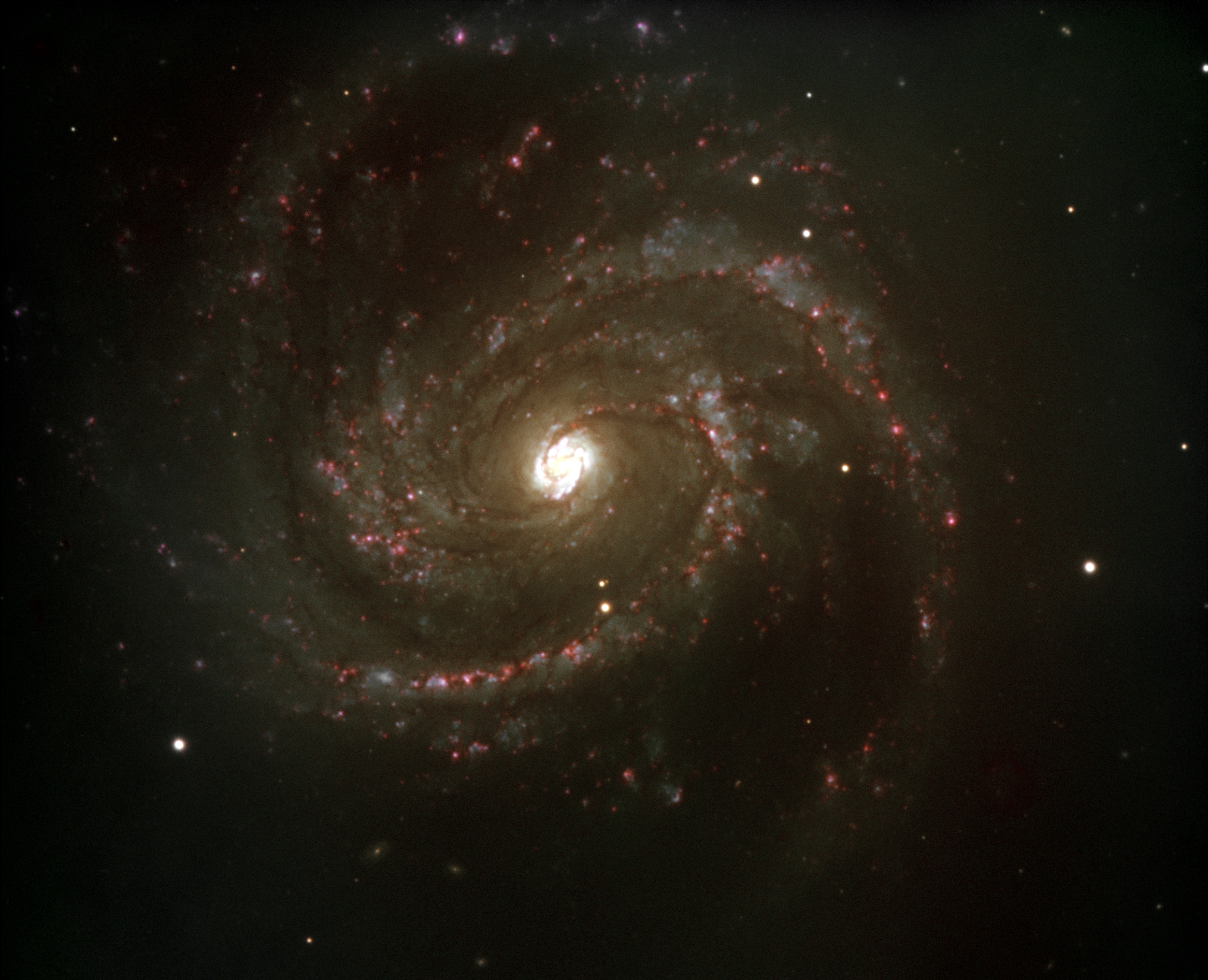

مسييه 100  أو م100 (بالإنجليزية : Messier 100) هي مجرة حلزونية شديده الشبه بمجرة درب التبانة ويرمز لها طبقا للفهرس الفلكي الجديد NGC 4321. وهي تبعد عن الأرض بنحو 5و52 مليون سنة ضوئية في كوكبة الهلبة. وتوجد هذه المجرة في مجموعة مجرات فيرجو وهي من أشد مجرات هذا التجمع لمعانا. وقد اكتشفت في المجرة مسييه 100 خمسة من المستعرات وتسمى بالإنجليزية : SN 1901B و- SN 1914A و- SN 1959E و- SN 1979C و- SN 2006X.

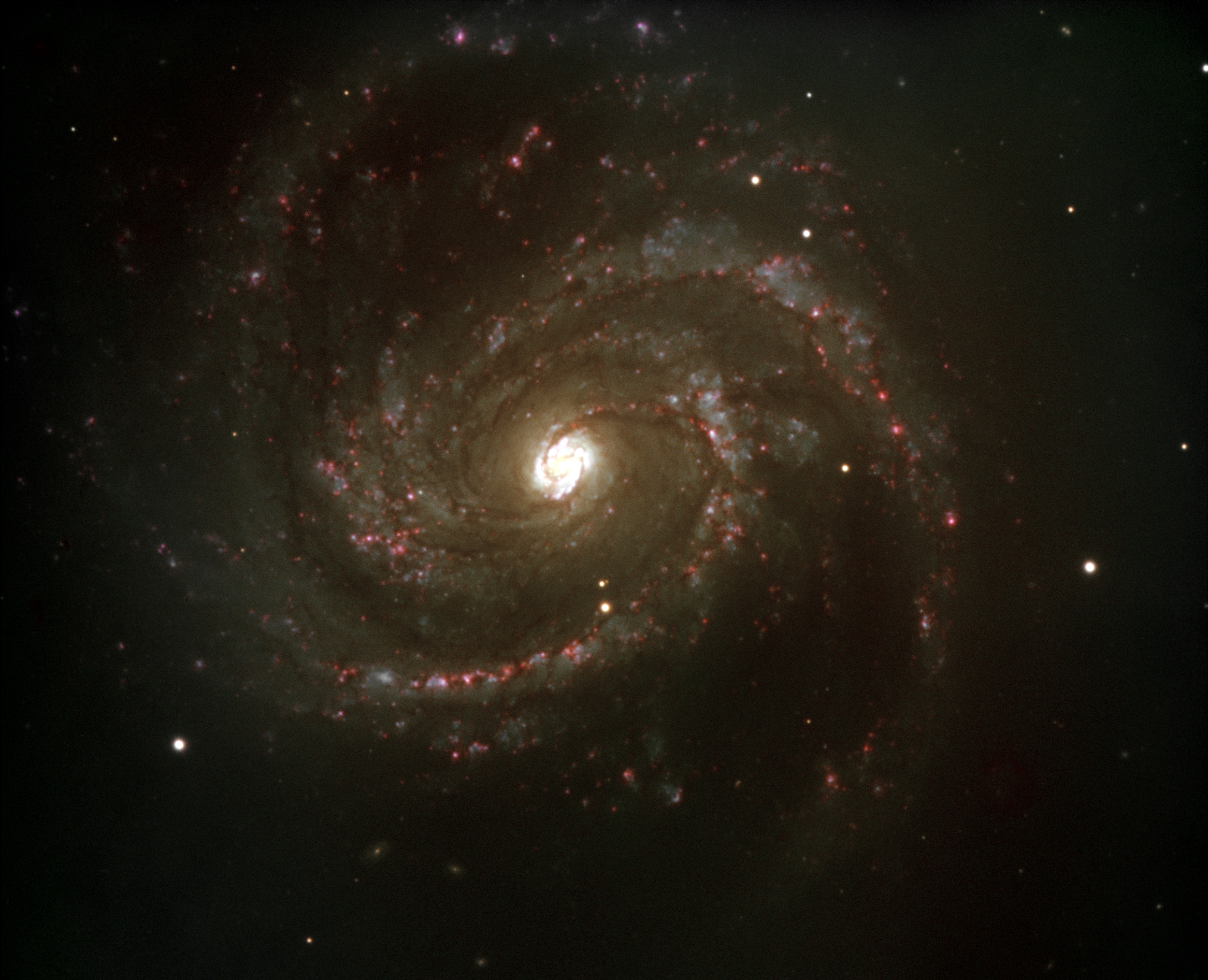
مسييه 100

كما يوجد للمجرة مسييه 100 مجرة صغير تابعة وتسمي NGC 4323.

## بعض الصور

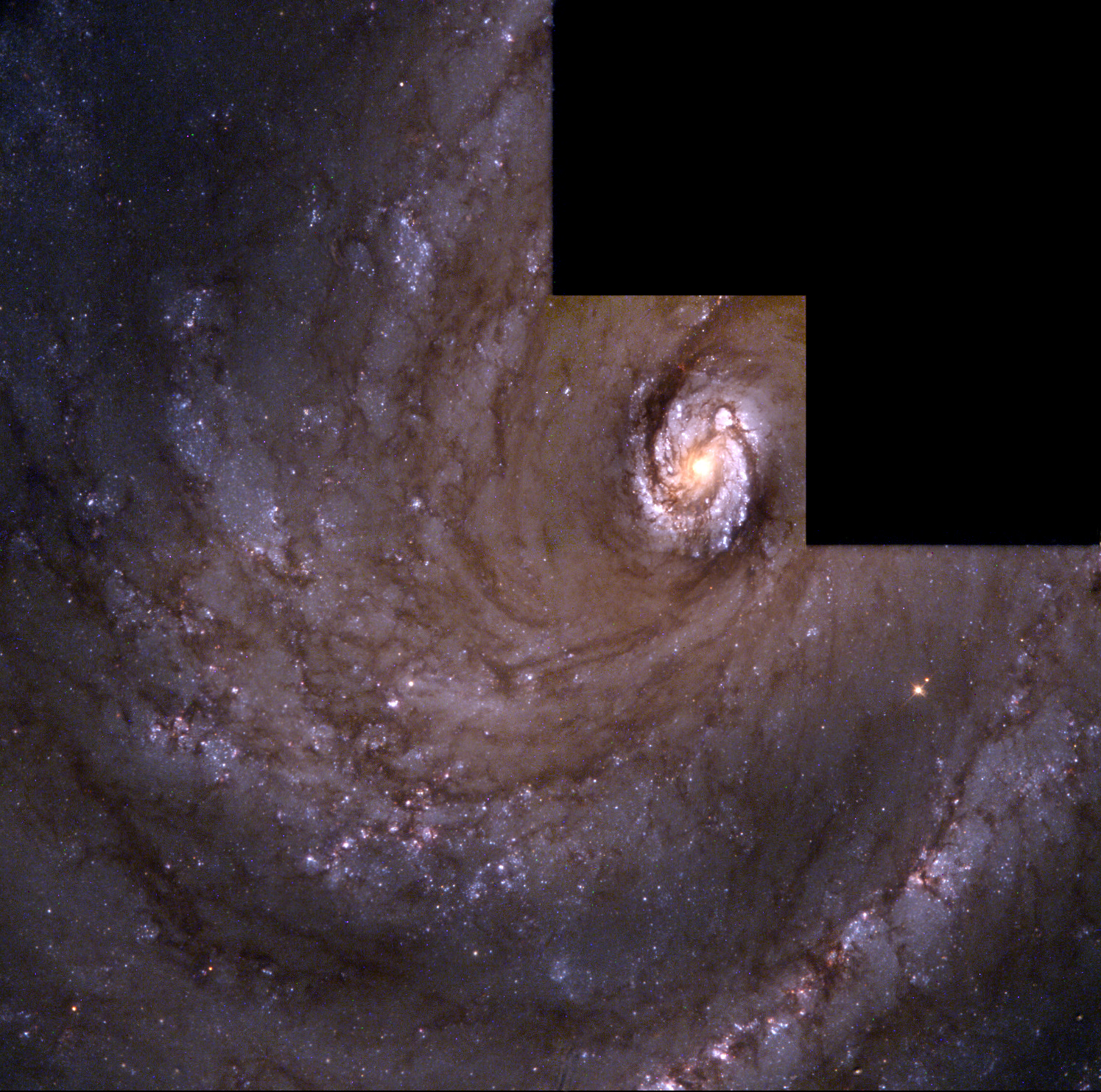
المنطقة المركزية، تلسكوب هابل الفضائي.
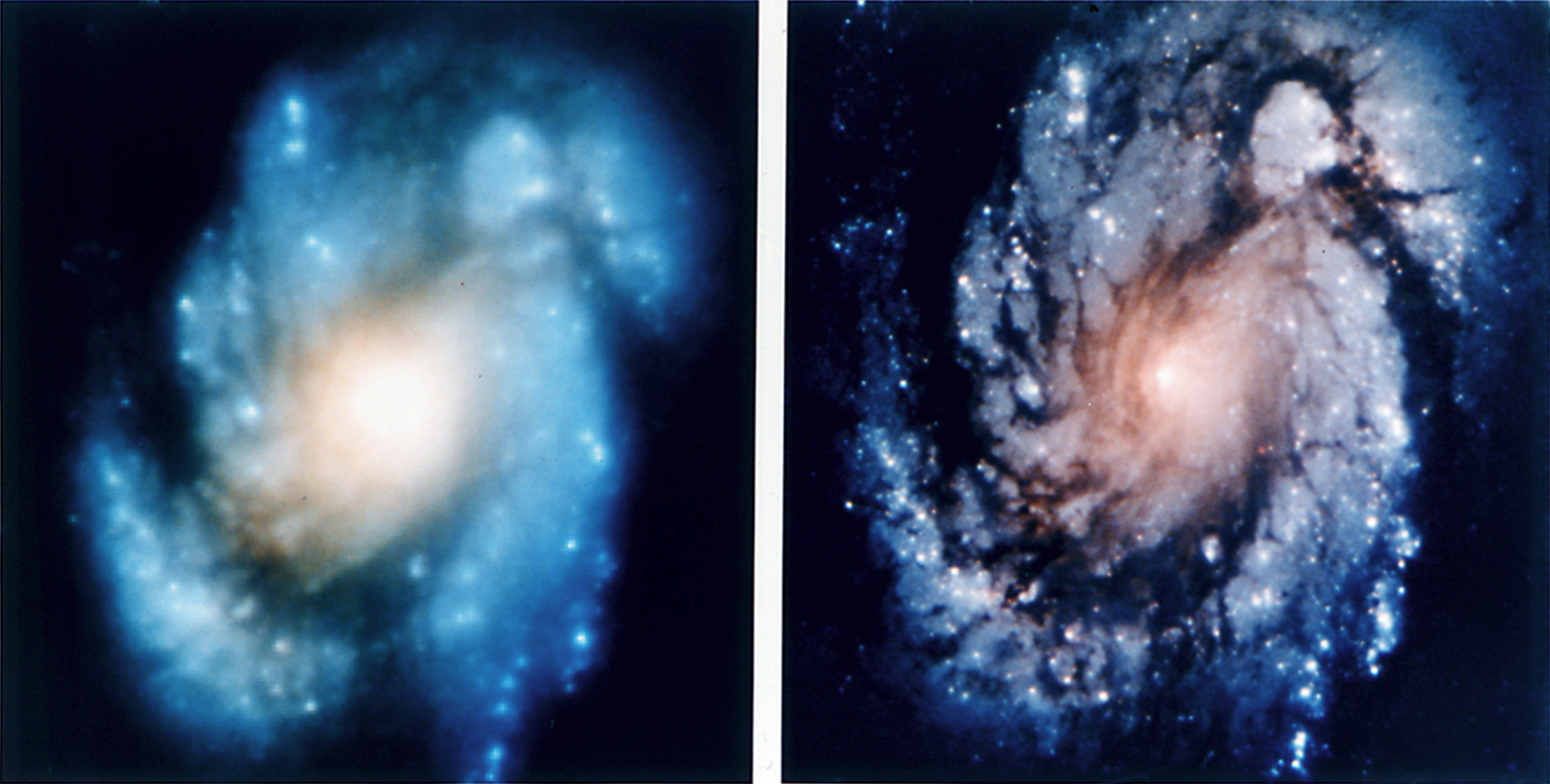
صورتان، قبل وبعد بعثة تصليح تلسكوب هابل الفضائي
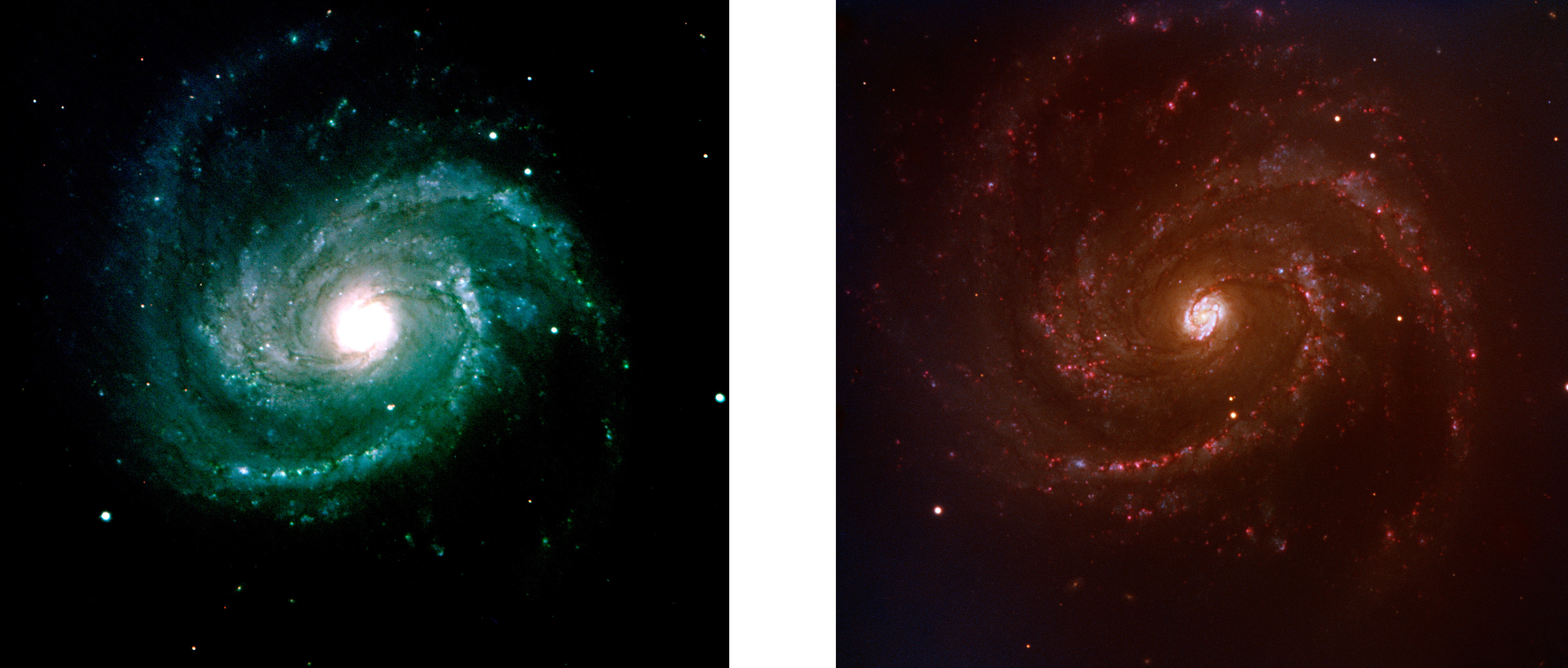
SN 2006X في مسييه 100.
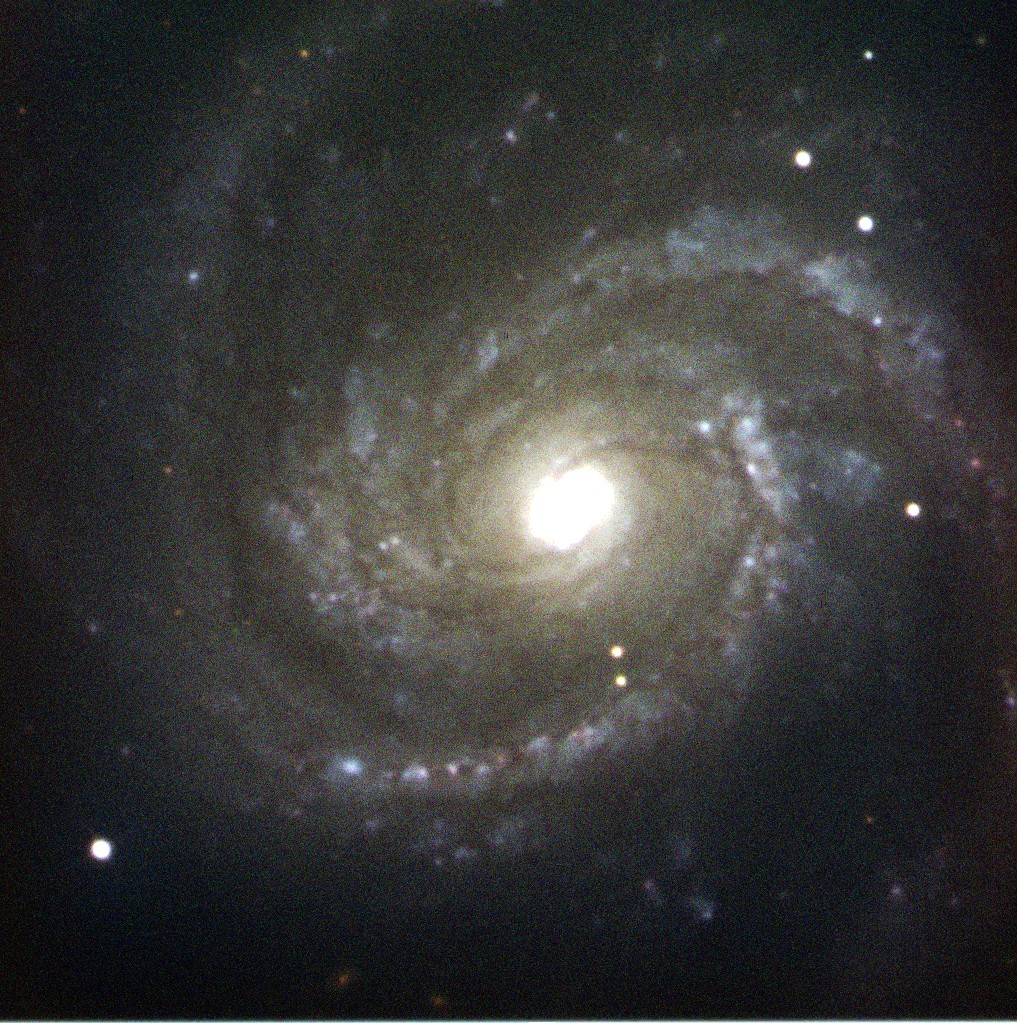
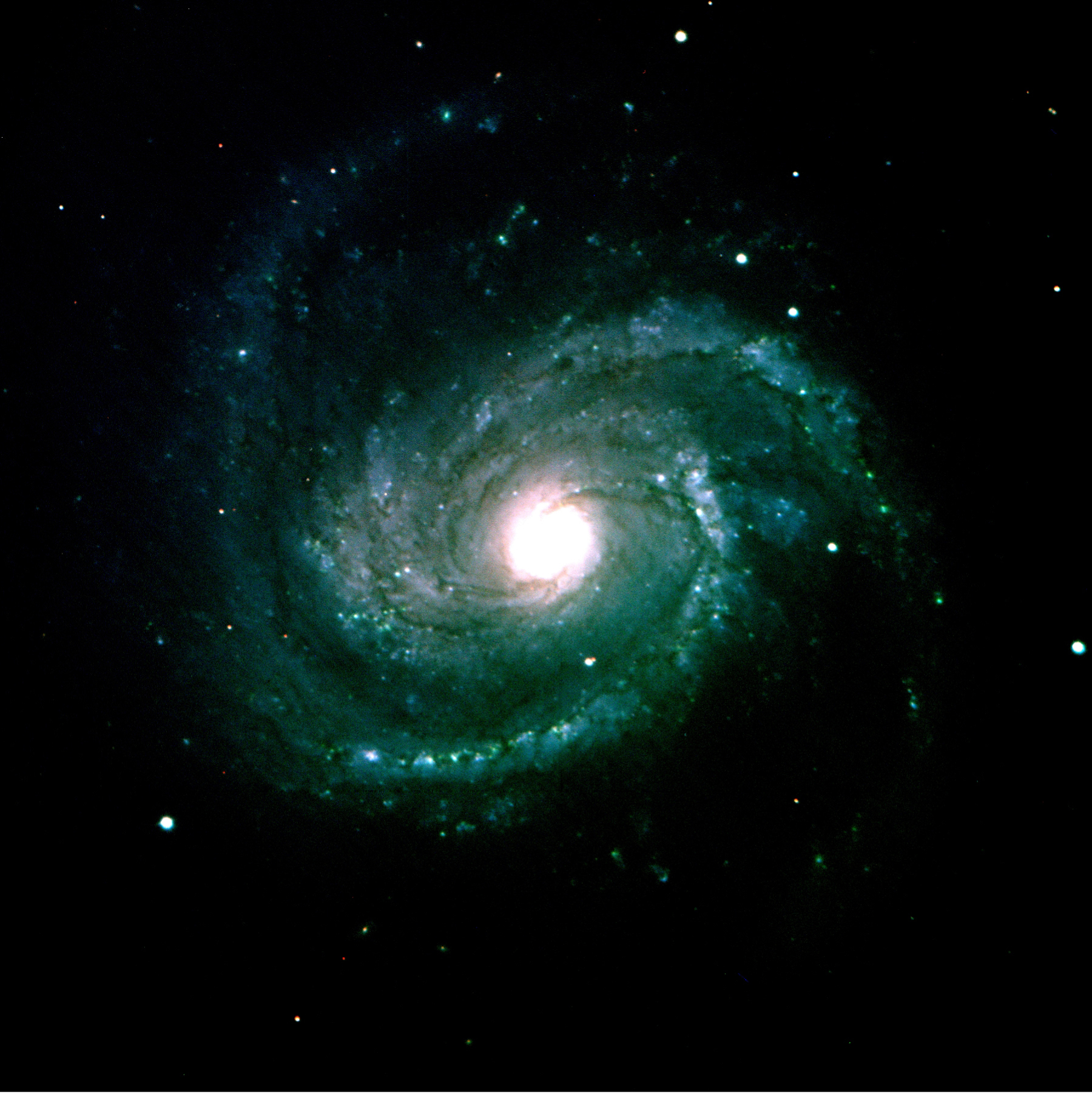

## اقرأ أيضًا
- قائمة أكبر النجوم
- مسييه 82 مجرة
- مجرة راديوية
- مجرة مظلمة
- مجرة حلزونية
- نجم
- مجرة
- قزم أبيض
- عملاق أحمر
- الانفجار العظيم
- خط زمني للانفجار العظيم
- نجم نيوتروني
- ثقب أسود
- انفجار أشعة غاما 080319ب
- انفجار أشعة غاما 090423
- نجم ولف-رايت

## وصلات خارجية
- SEDS: Spiral Galaxy 100
- ESA/Hubble Messier 100
- موقع الكون